# Незнани лудаци
Незнани лудаци је студијски албум који су издали српски хип хоп извођач Бвана и група Незнани лудаци. Албум је издат 2014. године. На албуму се налази 12 песама.

## Песме
1. Killa from Manilla
2. Нај нај његра
3. Хард кор
4. Мој пајп
5. P3
6. Систем
7. Вуци ме за туки
8. Do smrti and beyond
9. Заборављам
10. Држава оће да ме убије
11. Мрдајте буље
12. Колко пара толко музике